# Japanische Honigbiene
Die Japanische Honigbiene (Apis cerana japonica, japanisch: ニホンミツバチ Nihon mitsubachi) ist eine der nach Engel acht Unterarten der Östlichen Honigbiene. Sie ist in Japan heimisch und wird dort auch in der Imkerei genutzt. Analysen mitochondrialer DNA haben ergeben, dass sie eng mit Bienen von der koreanischen Halbinsel verwandt ist.

## Beschreibung
Apis cerana japonica ist geringfügig kleiner als die meisten Unterarten von Apis mellifera. Das Abdomen zeigt vier gelbe Querstreifen. Die Volkstärken sind schwächer als die der Westlichen Honigbiene. Die Ernte beträgt zwischen 6 kg/pro Jahr aus Klotzbeuten und bis zu 20 kg/pro Jahr aus Magazinbeuten. Apis cerana japonica gilt als sehr sanftmütig und ist gegen Varroa-Milben resistent.

## Verbreitung
Die Japanische Honigbiene wird ausschließlich für die Inselwelt Japans angegeben. Ihre Verbreitung reicht von Norden von Shimokita-gun auf Honshū über Shikoku und Kyūshū bis zur zu Amami-Ōshima gehörenden kleinen Insel Ukejima im Süden. Die Unterart fehlt also auf Hokkaidō, der nördlichsten der japanischen Hauptinseln.

## Taxonomie
Die Östliche Honigbiene (Apis cerana) wurde bereits 1793 von Johann Christian Fabricius in Entomologia systematica beschrieben. Die japanische Unterart wurde ursprünglich als Apis mellifica var. japonica von dem polnischen Entomologen und Hymenopteren-Spezialisten Oktawiusz Radoszkowski in seinem Werk Hyménoptères de Korée im Jahr 1887 erstbeschrieben.
Die Gliederung der Östlichen Honigbiene Apis cerana in Untergruppen ist schwierig und zwischen verschiedenen Wissenschaftlern umstritten. Traditionell beruht sie auf Vergleich verschiedener morphologischer Körpermaße, vor allem der Flügel, die dann mittels Morphometrie miteinander verrechnet werden. In den letzten Jahren ist als neue Methode die Phylogenomik, die Bestimmung von Verwandtschaftsverhältnissen anhand des Vergleichs homologer DNA-Abschnitte, getreten. Da die verschiedenen Linien der Östlichen Honigbiene sich erst vor vergleichsweise kurzer Zeit aufgespalten haben und daher genetisch sehr ähnlich zueinander sind, wird dazu ausschließlich die Mitochondriale DNA verwendet, da diese stärker variiert. Auch hier erwiesen sich die verschiedenen Linien meist als nahe verwandt, so dominiert der Haplotyp Japan1, dem 98,5 % der japanischen Bienen angehören, im größten Teil des asiatischen Festlands. Verwertbare Unterschiede finden sich nur in den nicht-kodierenden Abschnitten der mtDNA, die sich am schnellsten verändert.
Die Unterart japonica gehört zu den 11 von Maa 1953 typologisch und zu den vier von Ruttner 1988 morphometrisch unterschiedenen Unterarten. Michael S. Engel ging 1999 von acht Unterarten der Östlichen Honigbiene aus. Untersuchungen von Sarah E. Radloff und Kollegen fanden beim Vergleich morphometrischer Maße aber eine so große Überlappung, dass sie von der Unterscheidung von Unterarten ganz abrieten. Die klassische Apis cerana japonica war in ihrer Untersuchung Bestandteil eines Komplexes („Morphocluster I“, oder „nördliche cerana“), der außerdem Tiere aus China, Korea, dem russischen Fernen Osten, Nordwest-Indien, Pakistan und Afghanistan umfasste. Die Tiere aus Japan und Korea bildeten darin einen schwächer abgegrenzten japonica-Subcluster. Auch die genetischen Analysen zeigten eine enge Verwandtschaft der Bienen aus Japan, Korea und dem Russischen Fernen Osten. Einige Forscher vertreten weiterhin die Auffassung, die nachweisbaren genetischen und morphologischen Unterschiede seien zwar recht klein, aber groß genug, den Status einer Unterart zu rechtfertigen. Den Ergebnissen nach ist es wahrscheinlich, dass die Art die Japanischen Inseln über Korea besiedelt hat, da hier die genetische Ähnlichkeit am größten und größer als zu Tieren von Taiwan, Hainan oder dem festländischen China ist. Dabei sind auch im Minimum 180 Kilometer Seeweg zu überwinden. Nach den Methoden der molekularen Uhr wurde eine Divergenzzeit von etwa einer Million Jahren abgeschätzt.

## Imkerei in Japan
Imkerei wird bereits im Nihon Shoki erwähnt, das um das Jahr 720 vollendet wurde und die erste der sechs offiziellen Reichsgeschichten (Rikkokushi) ist. Die verwendeten Beuten glichen in der Edo-Zeit den in Europa von Abbé Émile Warré entwickelten „Volksbeuten“. 1877 wurden erstmals in Japan Westliche Honigbienen eingeführt. Heute arbeitet ein Teil der Imker in Japan mit der Westlichen Honigbiene. Über 2000 japanische Imker nutzen dagegen die einheimische Japanische Honigbiene. Einige Imker versuchen dabei die Haltung der westlichen Honigbiene mit der japanischen zu kombinieren. Dabei werden Waben mit verdeckelter Brut aus den japonica-Völkern in die westlichen Völker gehängt. Die schlüpfenden Jungbienen erkennen mit Varroa-Milben befallene Brut im Volk und räumen sie aus.

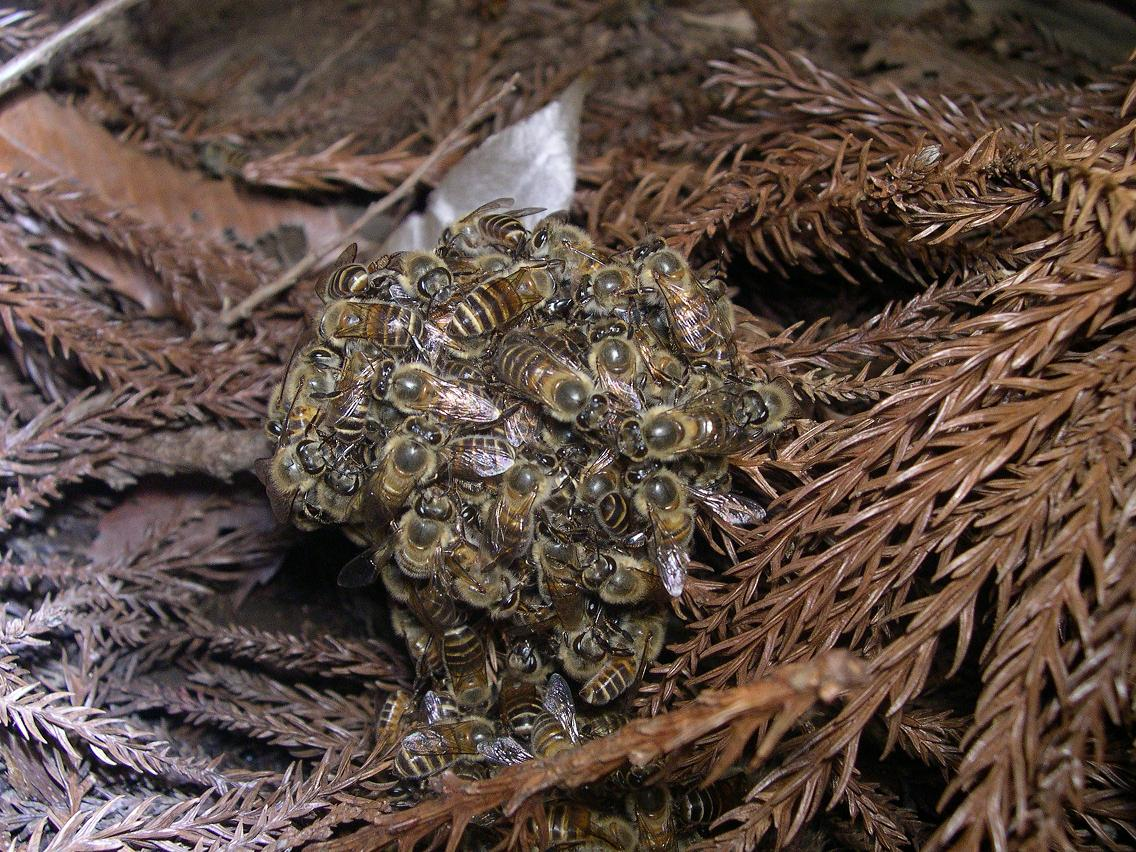
Die sogenannte Hitzekugel der A.m. japonica gegen Hornissen

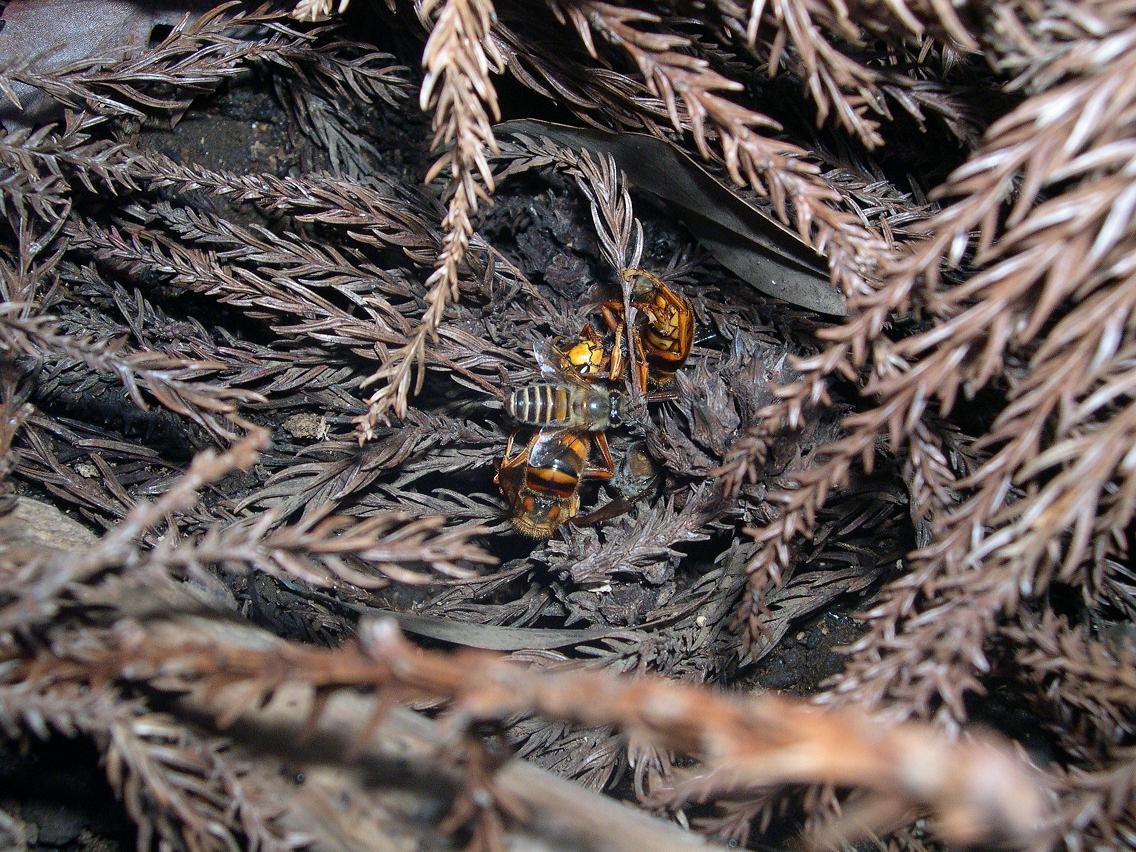
Das Ergebnis: zwei getötete Hornissen der Art Vespa simillima xanthoptera

## Verteidigungsverhalten
Apis cerana japonica hat anders als die europäische Biene Apis mellifera eine wirksame Prävention gegen Hornissenangriffe auch der Asiatischen Riesenhornisse entwickelt. Entdecken Japanische Honigbienen eine Hornissenspäherin, so signalisieren sie mit einem Zittern ihres Hinterleibs, dass ein Gegenangriff eingeleitet werden soll. Mehrere hundert Bienen stürzen sich daraufhin blitzartig auf die Hornisse und lassen ihre Flugmuskulatur vibrieren. In dem ballförmigen Schwarm um die Hornisse bildet sich eine Hitzekugel mit einer inneren Temperatur von über 45 °C. Die Hornisse stirbt, während die Bienen bedingt durch einen anderen Stoffwechsel kurzzeitig Temperaturen bis zu 50 °C ertragen können. Neuere Arbeiten gehen davon aus, dass auch die erhöhte CO2-Konzentration in der Hitzekugel zum Tod der Hornissen beiträgt.
Eine ähnliche Verteidigungsstrategie wendet die Zyprische Biene gegen die Orientalische Hornisse an. Untersuchungen haben gezeigt, dass die Zyprischen Bienen dabei die lebenswichtigen Atemlöcher der Hornisse blockieren, sodass die Hornisse erstickt.